# Germaine Acogny – Die Essenz des Tanzes
Germaine Acogny – Die Essenz des Tanzes (Originaltitel: Germaine Acogny – The Essence of Dance) ist ein deutsch-französisch-senegalesischer Dokumentarfilm von Greta-Marie Becker aus dem Jahr 2025 über die Tänzerin Germaine Acogny.

## Inhalt
Vor über 50 Jahren entwickelte die senegalesische Tänzerin Germaine Acogny die später nach ihr benannte Acogny-Technik. Diese ist eine Mischung aus traditionellen westafrikanischen Tanzformen und dem Europäischen Tanz. Im Dokumentarfilm wird die mittlerweile 80-jährige Acogny und Archivaufnahmen gezeigt.

## Produktion
Der Film wurde von Cala Film produziert und feierte am 1. Juli 2025 beim Filmfest München im Wettbewerb Cinecopro Premiere.
Der Film wird von Farbfilm Verleih in Deutschland und Autlook Filmsales international vertrieben.

## Rezeption
Dorothea Pokorny für tanznet: „Mit dem Motto des 42. FILMFEST MÜNCHEN ‚Creating Waves‘ passt der Film über diese tanzende Seele voller Lebensfreude eindeutig ins Programm. Er stellt den immensen Einfluss dar, den die Senegalesin auf die zeitgenössische Tanzwelt hat. Die Acogny-Technik ist mittlerweile in der ganzen Welt bekannt. Sie verbindet traditionelle westafrikanische Ritualtänze mit zeitgenössischem Stil. Tanzstudent*innen reisen von überall an, um an ihren Workshops teilzunehmen.“

## Auszeichnungen (Auswahl)
- 2025: Filmfest-München-Nominierung im Wettbewerb Cinecopro